# クリミナル・マインド 国際捜査班
クリミナル・マインド 国際捜査班（クリミナル・マインド こくさいそうさはん、Criminal Minds: Beyond Borders）は、2016年から2017年に放送されたアメリカ合衆国のテレビドラマシリーズ。『クリミナル・マインド FBI行動分析課』のスピンオフシリーズ。

## 概要
オリジナルの『クリミナル・マインド』シリーズや『Criminal Minds:Suspect Behavior』とは異なり、BAUのプロファイラーたちではなく、ジャック・ギャレット率いるFBIの国際対応班（International Response Team、略称IRT）のメンバーが主役である。アメリカ国外で凶悪犯罪に巻き込まれ、危機に直面した米国人を救うため、FBIの国外専門チーム・IRTが世界各国を飛び回る。
オリジナル「クリミナル・マインド」のシーズン10第19話「国外捜査」で、パイロットエピソードが放送され、シリーズ化が決定した。2016年3月よりCBSでシーズン1（全13話）が放送され、続いてシーズン2が製作・放送されたが、視聴率が振るわず打ち切りとなった。
日本では2017年2月からWOWOWで放送され、2019年9月よりDlifeで放送された。また、シーズン1の第4話は日本が舞台のエピソードになっており小澤征悦が日本の刑事役でゲスト出演している。
ウォルト・ディズニー・ジャパンからDVDボックス1–2が発売されている。

## スタッフ
- 企画・脚本：エリカ・メッサー
- 製作総指揮：マーク･ゴードン、エリカ・メッサー
- 監督：ロッド・ホルコム
- 製作：ゲイリー・シニーズ

### 日本語版制作スタッフ
- 翻訳：佐藤恵子
- 演出：清水洋史
- 調整：猪本純
- 編集：中島隆
- 制作担当：津田剛士

## 主要人物

### IRTのメンバー
ジャック・ギャレット（Jack Garrett）
演 - ゲイリー・シニーズ、日本語吹替 - 堀内賢雄
IRTのリーダー。BAUのデイヴィッド・ロッシと親しい。
チーム専用機のキャビンの壁にトロフィーとして、事件を解決した国の紙幣を貼り付けている。
クララ・シーガー（Clara Seger)
演 - アラナ・デ・ラ・ガーザ、日本語吹替 - 藤貴子
IRTの捜査官。文化人類学者。13ヶ国語を使いこなす。
マシュー・シモンズ（Matthew Simmons）
演 - ダニエル・ヘニー、日本語吹替 - 中川慶一
IRTの捜査官。プロファイラー。4人の子持ち。
メイ・ジャーヴィス（Mae Jarvis）
演 - アニー・ファンケ（Annie Funke）、日本語吹替 - 尾身美詞
IRTの捜査官。元検視官。
ラス・モンゴメリー（Russ Montgomery）
演 - タイラー・ジェームズ・ウィリアムズ（Tyler James Williams）、日本語吹替 - 最上嗣生
IRTの技術分析官、渉外担当。愛称は「モンティー」。

### BAUのメンバー
デヴィッド・ロッシ
演 - ジョー・マンテーニャ、日本語吹替 - 菅生隆之
FBIの監督特別捜査官
シーズン1第1話「バンコクの失踪者/The Harmful One」、シーズン2第2話「フィレンツェの怪物/II Mostro」に登場。
ペネロープ・ガルシア
演 - カーステン・ヴァングスネス、日本語吹替 - 斉藤貴美子
FBI特別捜査官でクリミナル・マインド FBI行動分析課ではテクニカルアナリスト
シーズン1第3話「砂漠のガス室/Denial」、シーズン2第1話「タンザニアの神隠し/Lost Souls」に登場。
エミリー・プレンティス
演 - パジェット・ブリュースター、日本語吹替 - 深見梨加
FBIの監督特別捜査官
シーズン2第10話「台北のシリアルキラー/Type A」に登場。

## サブタイトル一覧
| シーズン | シーズン | 話数 | 話数 | 放送期間      | 放送期間      |
| シーズン | シーズン | 話数 | 話数 | 初回放送      | 最終回放送    |
| -------- | -------- | ---- | ---- | ------------- | ------------- |
|          | 1        | 13   | 13   | 2016年3月16日 | 2016年5月25日 |
|          | 2        | 13   | 13   | 2017年3月8日  | 2017年5月17日 |

### シーズン1
カッコ内は主な舞台となる地名
1. 「バンコクの失踪者」/ The Harmful One（タイ王国・バンコク）
2. 「ムンバイの巣窟」/ Harvested（インド共和国・ムンバイ）
3. 「砂漠のガス室」/ Denial（エジプト共和国・カイロ）
4. 「死神のささやき」/ Whispering Death（日本・東京）
5. 「孤独なパリジャン」/ The Lonely Heart（フランス共和国・パリ）
6. 「遮られた愛」/ Love Interrupted（ベリーズ・サンペドロ島）
7. 「サハラの青き民」/ Citizens of the World（モロッコ王国・カサブランカ）
8. 「罪なき殉教者」/ De Los Inocentes（メキシコ合衆国）
9. 「恋の逃避行」/ The Matchmaker（トルコ共和国）
10. 「ズールーの仮面」/ Iqiniso（南アフリカ共和国・ヨハネスブルク）
11. 「チェ・ゲバラの道」/ The Ballad of Nick and Nat（キューバ共和国）
12. 「闘牛」/ El Toro Bravo（スペイン王国・パンプローナ）
13. 「ハイチの子守歌」/ Paper Orphans（ハイチ共和国）

### シーズン2
1. 「タンザニアの神隠し」/ Lost Souls（タンザニア連合共和国）
2. 「フィレンツェの怪物」/ II Mostro（イタリア共和国・フィレンツェ）
3. 「悪魔の吐息」/ The Devil's Breath（コロンビア共和国・ボゴタ）
4. 「私のように美しく」/ Pretty Like Me（大韓民国・ソウル）
5. 「メイド・イン・バングラデシュ」/ Made In...（バングラデシュ人民共和国・ダッカ）
6. 「CA殺人事件」/ Cinderella and the Dragon（シンガポール共和国）
7. 「血の生け贄」/ La Huesuda（メキシコ合衆国・ティフアナ）
8. 「アテネの鷲」/ Pankration（ギリシャ共和国・アテネ）
9. 「ブローバック」/ Blowback（タジキスタン共和国）
10. 「台北のシリアルキラー」/ Type A（中華民国・台北市）
11. 「ジャマイカの赤い亡霊」/ Obey（ジャマイカ・キングストン）
12. 「ヒマラヤの魔物」/ Abominable（ネパール連邦民主共和国）
13. 「道化師の牙」/ The Ripper of Riga（ロシア連邦・サンクトペテルブルク）

## オリジナルシリーズとのクロスオーバーエピソード
- 「クリミナル・マインド FBI行動分析課」シーズン10 第19話 「国外捜査（Beyond Borders）」
- 「クリミナル・マインド FBI行動分析課」シーズン12 第13話 「スペンサー （Spencer） 」
- 「クリミナル・マインド FBI行動分析課」シーズン13 第01話 「出発 （Wheels Up） 」:ここでIRTの解散が明かされた